# Rodolphe III de Gruyère
Pour les articles homonymes, voir Rodolphe III et Rodolphe de Gruyère.
Rodolphe III de Gruyère, né vers 1200 et mort en 1269/1270, dit le Jeune, est un comte de Gruyère issu de la famille de Gruyère, du XIIIe siècle. 

## Biographie
Rodolphe de Gruyère naît en 1200. Il est le fils aîné de Rodolphe II de Gruyère et de Gertrude, probablement issue de la famille de Montagny,. Son frère, Pierre, devient abbé de Hauterive (1251-1257),.
Comme ses prédécesseurs, il doit se plier aux ordres de l'évêque de Lausanne Guillaume d'Ecublens à qui il cède la terre d'Ogens que sa femme lui avait apportée. En conséquence de quoi Rodolphe d'Ogens déclarait : « Mes prédécesseurs ont eu pour seigneurs les sires de Grandson : ils n'avaient pas eu d'autre maître sur la terre. Depuis que Jordan, seigneur de Belmont, a donné sa fille Colombe à sire Rodolphe, comte de Gruyère, avec la terre d'Ogens et les hommes qui en dépendent, j'ai eu pour seigneurs Rodolphe de Gruyère et sa femme Colombe. Mais ceux-ci ayant cédé au chapitre de l'église de Lausanne ce qu'ils possédaient à Ogens, je reconnais que je dois foi et hommage au dit chapitre, et je promets de le servir aussi loyalement que mes prédécesseurs ont servi les sires de Grandson. Je le ferai plus volontiers que ma mère était fille de la sœur d'Humbert, maire de Dommartin ». Par la suite, en accord avec l'évêque, il fonde l'église Saint Théodule à Gruyère en mai 1254.
À cette perte de terres vient s'ajouter la soumission à Pierre II de Savoie en 1244, ce 19 avril Rodolphe III cède son château de Gruyères en franc-alleu bien que son titre et ses prérogatives y soient attachés. Tout naturellement il aurait dû le reprendre en fief, et par là-même reconnaitre la suzeraineté de Pierre de Savoie, mais la maison de Gruyère était déjà attachée à Guillaume II de Genève en sa qualité de comte de Vaud (avant que ce comté ne reviennent aux comtes de Savoie). C'est pourquoi Guillaume de Gruyère, chanoine de Lausanne, se voit remettre le fief du château de Gruyères en lieu et place de son frère Pierre II, une clause prévue dans la cession par Rodolphe III prévoyait de faire revenir ces biens dans sa maison si Guillaume n'avait pas d'enfant. 

## Famille
Rodolphe de Gruyère épouse en premières noces Colombe, dite Cécile, de Belmont († 13 janvier 1231/32), fille de Jordan de Grandson-Belmont et de Pétronille, arrière-petite-fille de Barthélémy de Grandson, . Certains auteurs ont fait d'elles deux épouses distinctes. Enfin avant le 9 mai 1244, il épouse Guillemette. De Colombe il a :
- Pierre II qui lui succède,
- Bernard,
- Guillaume (mort après novembre 1270), chanoine de Lausanne[7],
- Agnès (morte avant avril 1285), ∞ Rodolphe/Raoul, (? - 1267), co-seigneur de Grésy-sur-Aix[8],
- Béatrice (morte après le 23 septembre 1227), ∞ Aymon de Blonay,
- Julianne (morte après février 1233).

## Sceau
Rodolphe III est le premier de la famille de Gruyère à faire usage d'une grue sur un sceau, en 1221, en 1227 et en 1233. Cette dernière n'est pas placée dans un écu et elle est passante et contournée. Il utilise deux autres sceaux. L'un, en 1237, sur lequel la grue est non contournée, et le second, en 1264, où la grue est passante et contournée. Dans l'acte de 1264, son sceau est accompagné de celui de son fils, Pierre II, sur lequel la grue est arrêtée.